# (1446) Sillanpää
(1446) Sillanpää est un astéroïde de la ceinture principale.

## Description
(1446) Sillanpää (désignation provisoire 1938 BA) est un astéroïde de la ceinture principale. Il est découvert le 26 janvier 1938 à Turku par Yrjö Väisälä.
Il présente une orbite caractérisée par un demi-grand axe de 2,25 UA, une excentricité de 0,10 et une inclinaison de 5,3° par rapport à l'écliptique.
Il est nommé d'après l'écrivain Frans Emil Sillanpää.

## Compléments